# Ente (Lindlar)
Ente ist ein Ortsteil der Gemeinde Lindlar im Oberbergischen Kreis in Nordrhein-Westfalen.

## Lage und Beschreibung
Der Ortsteil ist heute baulich mit der Nachbarortschaft Frielingsdorf verwachsen. Er liegt etwa 6 Kilometer östlich von Lindlar an der Landesstraße 302 zwischen Wipperfürth und Engelskirchen.

## Geschichte
Aus der Charte des Herzogthums Berg des Carl Friedrich von Wiebeking von 1789 geht hervor, dass der Ortsbereich zu dieser Zeit Teil der Honschaft Scheel im Kirchspiel Lindlar im bergischen Amt Steinbach war. Der Ort lag an der Heidenstraße, einer bedeutenden mittelalterlichen Altfernstraße von Köln über Kassel nach Leipzig.
Der Ort ist auf der Topographischen Aufnahme der Rheinlande von 1825 als Ente verzeichnet. Die Preußische Uraufnahme von 1840 zeigt den Wohnplatz nicht. Ab der Preußischen Neuaufnahme von 1894/96 ist der Ort auf Messtischblättern regelmäßig als Ente verzeichnet.
Der 1845 laut der Uebersicht des Regierungs-Bezirks Cöln als Hof kategorisierte Ort besaß zu dieser Zeit ein Wohngebäude mit sechs Einwohnern katholischen Bekenntnisses und einem Einwohner evangelischen Bekenntnisses. Die Gemeinde- und Gutbezirksstatistik der Rheinprovinz führt Ente 1871 mit drei Wohnhäusern und 29 Einwohnern auf. Im Gemeindelexikon für die Provinz Rheinland von 1888 werden für Ente vier Wohnhäuser mit 29 Einwohnern angegeben. 1895 besitzt der Ort sechs Wohnhäuser mit 46 Einwohnern und gehörte konfessionell zum evangelischen Kirchspiel Hülsenbusch und zum katholischen Kirchspiel Frielingsdorf.